# Енсітрелвір
Енсітрелвір (англ. Ensitrelvir, експериментальна назва S-217622) — синтетичний експериментальний противірусний препарат, який під торговою маркою «Ксокова» виробляє компанія «Shionogi» спільно з Хоккайдоським університетом. Застосовується перорально, за механізмом дії належить до інгібіторів протеази; розроблений для лікування COVID-19. Енсітрелвір пройшов успішне дослідження щодо його активності проти останнього з виниклих варіантів коронавірусної хвороби Омікрон.

## Історія розробки
Проведено ІІІ фазу клінічних досліджень енсітрелвіру. Повідомляється, що уряд Японії розглядає можливість надання дозволу компанії «Shionogi» подати заявку на схвалення для медичного використання до завершення останніх етапів досліджень, що потенційно прискорить вихід препарату у продаж. Цю систему умовного раннього схвалення раніше використовували в Японії для прискорення просування на ринок інших противірусних препаратів проти COVID-19, включаючи ремдесивір і молнупіравір. Під час дослідження за участю 428 хворих при прийомі препарату вірусне навантаження зменшилось, але симптоми хвороби суттєво не зменшилися.
У разі схвалення енсітрелвір стане першою японською таблеткою для лікування COVID-19, створеною безпосередньо в країні, і третьою, схваленою в Японії. У лютому 2022 року компанія звернулася за екстреним дозволом на застосовання препарату до фармацевтичних регуляторів Японії.
«Shionogi» повідомила, що досягла попередньої домовленості про поставку 1 мільйона доз уряду Японії після схвалення препарату. Генеральний директор компанії сказав, що компанія може виробляти 10 мільйонів доз препарату на рік.